# Yamaha FZ16

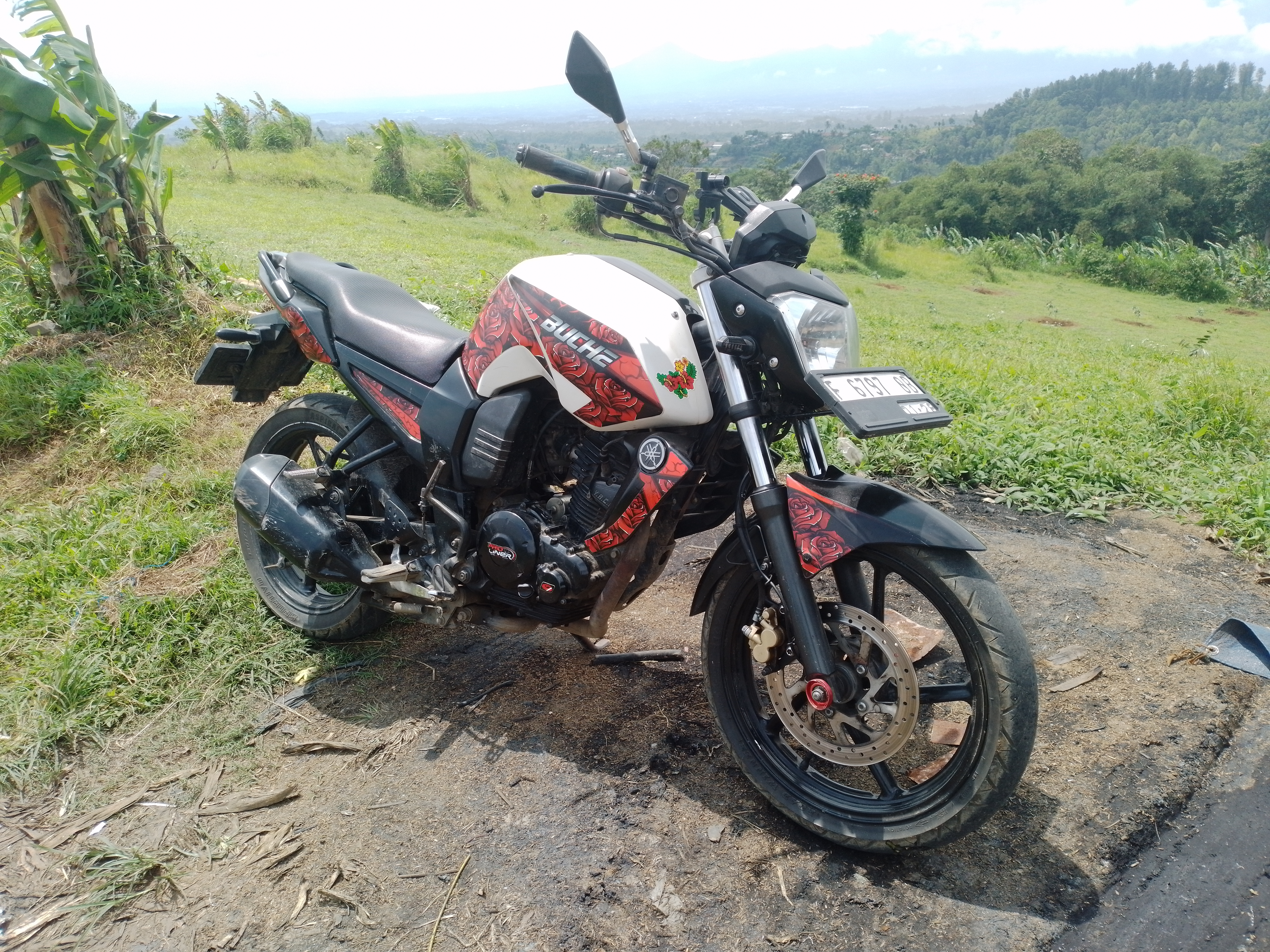
Yamaha FZ16 o Yamaha Byson. Fabricada por Yamaha Motor en Japón. Sin embargo, los modelos nuevos de FZ, como la 2.0 o la FZ 25, son fabricados en India

La Yamaha FZ-16 y la FZ-S son motocicletas fabricadas por Yamaha Motor Company India. Inspirada en el concepto moto naked, la FZ-16 es una versión de la popular Yamaha FZ1 con una capacidad de motor reducida a 153 cc, que se adapta mejor al mercado indio y a las carreteras asiáticas. Es también muy popular en Sri Lanka. La FZ-16 utiliza un neumático sin cámara radial trasero de tamaño 140/60. Ganó el Bike of the Year Award de UTVi / Autocar, Zigwheels y Business Standard Motoring, y el Viewers Choice Award en los premios UTVi y Autocar India de 2009.
Yamaha Motors India también lanzó en marzo de 2009 la Yamaha FZ-S, una variante de la FZ-16 con visera delantera, comercializada en la India.

## Los mercados globales
Algunos modelos son exportados desde la India a Japón (la ubicación de su compañía matriz). Empresas japonesas especialistas en tunning como Daytona producen piezas especiales para ello.
En Indonesia la FZ16 es conocida como la Yamaha Byson, con pocos cambios en las especificaciones.
La Yamaha FZ16 también se fabrica en Colombia y Argentina, desde donde se exporta al resto de América Latina con extraordinario éxito. La FZ16 era la moto de menos de 200 cc más vendida en su categoría. En Chile y Argentina es difícil adquirir una debido a su atractivo aspecto deportivo y a la alta demanda. En Argentina los concesionarios Yamaha pueden cobrar hasta un 40% por encima de su precio debido a su escasez. Motomel, un fabricante de motocicletas argentino, ha copiado deliberadamente el diseño del modelo para "crear" la Motomel Sirius 200, con una cilindrada de 200 cc.

## Especificaciones
Todas las especificaciones son las facilitadas por el fabricante.
| Año del modelo                             | 2008 | 2012 | | | | |
| Motor                                      | Motor | Motor | Motor | Motor | Motor | Motor |
| ------------------------------------------ | --- | --- | --- | --- | --- | --- |
| Tipo de motor                              | Refrigerado por aire, 4 tiempos, SOHC | Refrigerado por aire, 4 tiempos, SOHC | Refrigerado por aire, 4 tiempos, SOHC | Refrigerado por aire, 4 tiempos, SOHC | Refrigerado por aire, 4 tiempos, SOHC | Refrigerado por aire, 4 tiempos, SOHC |
| Desplazamiento                             | 153,00 cc (9.337 pulgadas cúbicas) | 153,00 cc (9.337 pulgadas cúbicas) | 153,00 cc (9.337 pulgadas cúbicas) | 153,00 cc (9.337 pulgadas cúbicas) | 153,00 cc (9.337 pulgadas cúbicas) | 153,00 cc (9.337 pulgadas cúbicas) |
| Diámetro / Carrera                         | 58,0 mm x 57,9 mm (2,28 x 2,28) | 58,0 mm x 57,9 mm (2,28 x 2,28) | 58,0 mm x 57,9 mm (2,28 x 2,28) | 58,0 mm x 57,9 mm (2,28 x 2,28) | 58,0 mm x 57,9 mm (2,28 x 2,28) | 58,0 mm x 57,9 mm (2,28 x 2,28) |
| Índice de compresión                       | 9.5:1 | 9.5:1 | 9.5:1 | 9.5:1 | 9.5:1 | 9.5:1 |
| Poder máximo                               | 10.3 kW (14 PS) (13.8 HP) @ 7,500 rpm | 10.3 kW (14 PS) (13.8 HP) @ 7,500 rpm | 10.3 kW (14 PS) (13.8 HP) @ 7,500 rpm | 10.3 kW (14 PS) (13.8 HP) @ 7,500 rpm | 10.3 kW (14 PS) (13.8 HP) @ 7,500 rpm | 10.3 kW (14 PS) (13.8 HP) @ 7,500 rpm |
| Par máximo                                 | 13.6 N•m (10.0 lbf•ft) @ 6,000 rpm | 13.6 N•m (10.0 lbf•ft) @ 6,000 rpm | 13.6 N•m (10.0 lbf•ft) @ 6,000 rpm | 13.6 N•m (10.0 lbf•ft) @ 6,000 rpm | 13.6 N•m (10.0 lbf•ft) @ 6,000 rpm | 13.6 N•m (10.0 lbf•ft) @ 6,000 rpm |
| Suministro de combustible                  | Carburador | Carburador | Carburador | Carburador | Carburador | Carburador |
| Tipo de embrague                           | Mojado, múltiples discos | Mojado, múltiples discos | Mojado, múltiples discos | Mojado, múltiples discos | Mojado, múltiples discos | Mojado, múltiples discos |
| Procedimiento de arranque                  | Eléctrico y patada | Eléctrico y patada | Eléctrico y patada | Eléctrico y patada | Eléctrico y patada | Eléctrico y patada |
| Transmisión                                | | | | | | |
| Transmisión                                | 5-velocidades w / multi-placa de embrague | 5-velocidades w / multi-placa de embrague | 5-velocidades w / multi-placa de embrague | 5-velocidades w / multi-placa de embrague | 5-velocidades w / multi-placa de embrague | 5-velocidades w / multi-placa de embrague |
| Relación de Cambio 1.ª 2.ª 3.ª 4.ª 5.ª 6.ª | 2.714 (38/14) 1.789 (34/19) 1.318 (29/22) 1.045 (23/22) 0.875 (21/24) | 2.714 (38/14) 1.789 (34/19) 1.318 (29/22) 1.045 (23/22) 0.875 (21/24) | 2.714 (38/14) 1.789 (34/19) 1.318 (29/22) 1.045 (23/22) 0.875 (21/24) | 2.714 (38/14) 1.789 (34/19) 1.318 (29/22) 1.045 (23/22) 0.875 (21/24) | 2.714 (38/14) 1.789 (34/19) 1.318 (29/22) 1.045 (23/22) 0.875 (21/24) | 2.714 (38/14) 1.789 (34/19) 1.318 (29/22) 1.045 (23/22) 0.875 (21/24) |
| Relación de reducción primaria             | 3.409 / 2.857 | 3.409 / 2.857 | 3.409 / 2.857 | 3.409 / 2.857 | 3.409 / 2.857 | 3.409 / 2.857 |
| Chasis / Suspensión / Frenos               | | | | | | |
| Suspensión delantera                       | Tenedor telescópica; Muelle / amortiguador de aceite; 5.12"(130 mm) | Tenedor telescópica; Muelle / amortiguador de aceite; 5.12"(130 mm) | Tenedor telescópica; Muelle / amortiguador de aceite; 5.12"(130 mm) | Tenedor telescópica; Muelle / amortiguador de aceite; 5.12"(130 mm) | Tenedor telescópica; Muelle / amortiguador de aceite; 5.12"(130 mm) | Tenedor telescópica; Muelle / amortiguador de aceite; 5.12"(130 mm) |
| Suspensión trasera                         | Basculante Muelle/amortiguador de aceite; 4.72" (120 mm) | Basculante Muelle/amortiguador de aceite; 4.72" (120 mm) | Basculante Muelle/amortiguador de aceite; 4.72" (120 mm) | Basculante Muelle/amortiguador de aceite; 4.72" (120 mm) | Basculante Muelle/amortiguador de aceite; 4.72" (120 mm) | Basculante Muelle/amortiguador de aceite; 4.72" (120 mm) |
| Frenos delanteros                          | Individual 320 mm disco flotante | Individual 320 mm disco flotante | Individual 320 mm disco flotante | Individual 320 mm disco flotante | Individual 320 mm disco flotante | Individual 320 mm disco flotante |
| Frenos traseros                            | Freno de tambor | Freno de tambor | Freno de tambor | Freno de tambor | Freno de tambor | Freno de tambor |
| Neumático delantero                        | 100/80ZR-17M/C 52P (MRF/ZAPPER-FX) | 100/80ZR-17M/C 52P (MRF/ZAPPER-FX) | 100/80ZR-17M/C 52P (MRF/ZAPPER-FX) | 100/80ZR-17M/C 52P (MRF/ZAPPER-FX) | 100/80ZR-17M/C 52P (MRF/ZAPPER-FX) | 100/80ZR-17M/C 52P (MRF/ZAPPER-FX) |
| Del neumático trasero                      | 140/60-R117M/C 63P (MRF/revz) | 140/60-R117M/C 63P (MRF/revz) | 140/60-R117M/C 63P (MRF/revz) | 140/60-R117M/C 63P (MRF/revz) | 140/60-R117M/C 63P (MRF/revz) | 140/60-R117M/C 63P (MRF/revz) |
| Dimensiones                                | | | | | | |
| Peso en seco                               | 297 lb (135 kg) | 297 lb (135 kg) | 297 lb (135 kg) | | | |
| Capacidad de combustible / Reserva         | 12,0 l (2,6 gal imp; 3,2 US gal) 1,4 l (0,31 gal imp; 0.37 US gal) | 12,0 l (2,6 gal imp; 3,2 US gal) 1,4 l (0,31 gal imp; 0.37 US gal) | 12,0 l (2,6 gal imp; 3,2 US gal) 1,4 l (0,31 gal imp; 0.37 US gal) | 12,0 l (2,6 gal imp; 3,2 US gal) 1,4 l (0,31 gal imp; 0.37 US gal) | 12,0 l (2,6 gal imp; 3,2 US gal) 1,4 l (0,31 gal imp; 0.37 US gal) | 12,0 l (2,6 gal imp; 3,2 US gal) 1,4 l (0,31 gal imp; 0.37 US gal) |
| Sistema de lubricación                     | Cárter húmedo | Cárter húmedo | Cárter húmedo | Cárter húmedo | Cárter húmedo | Cárter húmedo |
| Aceite de motor                            | Tipo - SAE20W40 or SAE 20W50 Recomendada grado de aceite del motor - API servicio tipo SE o superior, JASO MA estándar                                                           | Tipo - SAE20W40 or SAE 20W50 Recomendada grado de aceite del motor - API servicio tipo SE o superior, JASO MA estándar                                                           | Tipo - SAE20W40 or SAE 20W50 Recomendada grado de aceite del motor - API servicio tipo SE o superior, JASO MA estándar                                                           | Tipo - SAE20W40 or SAE 20W50 Recomendada grado de aceite del motor - API servicio tipo SE o superior, JASO MA estándar                                                           | Tipo - SAE20W40 or SAE 20W50 Recomendada grado de aceite del motor - API servicio tipo SE o superior, JASO MA estándar                                                           | Tipo - SAE20W40 or SAE 20W50 Recomendada grado de aceite del motor - API servicio tipo SE o superior, JASO MA estándar                                                           |
| Cantidad de aceite del motor               | Cantidad total - 1.2 l Sin filtro de sustitución del cartucho - 1.00 l (1.06 US qt, 0.88 Imp.qt) Con aceite de reemplazo de cartucho de filtro - 1.10 l (1.16 US qt, 0.97Imp.qt) | Cantidad total - 1.2 l Sin filtro de sustitución del cartucho - 1.00 l (1.06 US qt, 0.88 Imp.qt) Con aceite de reemplazo de cartucho de filtro - 1.10 l (1.16 US qt, 0.97Imp.qt) | Cantidad total - 1.2 l Sin filtro de sustitución del cartucho - 1.00 l (1.06 US qt, 0.88 Imp.qt) Con aceite de reemplazo de cartucho de filtro - 1.10 l (1.16 US qt, 0.97Imp.qt) | Cantidad total - 1.2 l Sin filtro de sustitución del cartucho - 1.00 l (1.06 US qt, 0.88 Imp.qt) Con aceite de reemplazo de cartucho de filtro - 1.10 l (1.16 US qt, 0.97Imp.qt) | Cantidad total - 1.2 l Sin filtro de sustitución del cartucho - 1.00 l (1.06 US qt, 0.88 Imp.qt) Con aceite de reemplazo de cartucho de filtro - 1.10 l (1.16 US qt, 0.97Imp.qt) | Cantidad total - 1.2 l Sin filtro de sustitución del cartucho - 1.00 l (1.06 US qt, 0.88 Imp.qt) Con aceite de reemplazo de cartucho de filtro - 1.10 l (1.16 US qt, 0.97Imp.qt) |
| Sistema de refrigeración                   | | | | | | |
| Distancia entre ejes                       | 52.5 pulgadas (1334 mm) | 52.5 pulgadas (1334 mm) | 52.5 pulgadas (1334 mm) | 52.5 pulgadas (1334 mm) | 52.5 pulgadas (1334 mm) | 52.5 pulgadas (1334 mm) |
| Ancho                                      | 30.0 pulgadas (770 mm) | 30.0 pulgadas (770 mm) | 30.0 pulgadas (770 mm) | 30.0 pulgadas (770 mm) | 30.0 pulgadas (770 mm) | 30.0 pulgadas (770 mm) |
| Claridad del piso                          | 6.30 pulgadas (160 mm) | 6.30 pulgadas (160 mm) | 6.30 pulgadas (160 mm) | 6.30 pulgadas (160 mm) | 6.30 pulgadas (160 mm) | 6.30 pulgadas (160 mm) |
| Mínimo radio de giro                       | 92.1 pulgadas (2340 mm) | 92.1 pulgadas (2340 mm) | 92.1 pulgadas (2340 mm) | 92.1 pulgadas (2340 mm) | 92.1 pulgadas (2340 mm) | 92.1 pulgadas (2340 mm) |